# مایکل اودبولوزور
مایکل اودبولوزور (چینی: 米高؛ زادهٔ ۱ آوریل ۲۰۰۴) بازیکن فوتبال است.
وی همچنین در تیم ملی فوتبال هنگ کنگ بازی کرده‌است.